# Osip Senkovskij
Osip Senkovskij (rusky Осип Иванович Сенковский, polsky Józef Julian Sękowski, 31. března 1800, statek Antagonka u Vilniusu, dnes Litva — 16. března 1858, Petrohrad) byl ruský univerzitní profesor, orientalista, novinář, literární kritik, překladatel a romantický spisovatel polského původu.

## Život

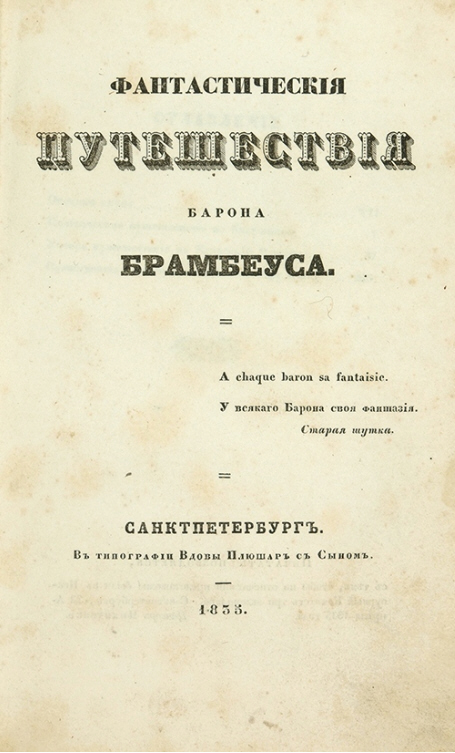
Fantastická putování barona Brambeuse z roku 1833

Pocházel z významného rodu polsko-litevské šlechty, po studiích na Vilniuské univerzitě odešel roku 1819 do Cařihradu, kde krátkou dobu působil jako tlumočník na ruském velvyslanectví. Poté procestoval Turecko, Sýrii a Egypt a seznámil se podrobně s východními jazyky a literaturami (kromě několika evropských jazyků ovládal slovem i písmem arabštinu, čínštinu, řečtinu, hebrejštinu, perštinu a turečtinu). Po návratu do Ruska přednášel v letech 1822–1847 na univerzitě v Petrohradu východní jazyky. Roku 1828 se stal členem-korespondentem Ruské akademie věd. Kromě orientalistiky se zabýval akustikou, teorií a historií hudby, studoval skandinávské ságy a ruské dějiny.
Literárně činný byl již při studiích na univerzitě. Od počátku dvacátých let přispíval svými fejetony a kritikami do různých časopisů, například do Severní včely (Северная пчела), Syn vlasti (Сын отечества), také do almanachu Severní hvězda (Полярная звезда), který vydávali pozdější děkabristé Rylejev a Bestužev-Matlinskij, a v letech 1830–1831 do petrohradského polského týdeníku Bałamu. V letech 1834–1847 by redaktorem a vydavatelem magazínového časopisu Knihovna pro čtení (Библиотека для чтения), ze kterého vytvořil prosperující žurnalistický podnik. Publikoval v něm své fejetony, glosy, literární kritiky, zábavné jazykové hříčky, šprýmovné recenze i beletristická díla pod pseudonymem baron Brambeus.
Patří mezi zakladatele ruské orientalistiky. Je autorem mnoha studií o historii, filologii a etnografii muslimského východu a vydal řadu překladů z arabské klasické literatury a také Háfizovu poezii. Do ruštiny rovněž přeložil oba díly románu Jamese Moriera Dobrodružství Hadži Baby z Isfahánu (druhý díl roku 1830 a první roku 1831). Jako spisovatel napsal řadu žánrově různých prozaických děl, dobrodružných, satirických, psychologických, z exotických prostředí i z ruské společnosti. Řadou z nich se stal jedním z iniciátorů ruské fantastické a vědeckofantastické literatury. Známým se také stal svou odmítavou kritikou děl Nikolaje Vasiljeviče Gogola

## Výběrová bibliografie
- Beduín (1823, Бедуин), orientální povídka.
- Dřevěná krasavice (1825, Деревянная красавица), orientální pohádka.
- Zloděj (1828, Вор), orientální povídka.
- Fantastická putování barona Brambeuse (1833, Фантастические путешествия Барона Брамбеуса), cyklus čtyř humorně fantastických novel, které lze zařadit do i vědeckofantastické literatury. Autor v nich čtenáře ohromuje nepravděpodobnými a neuvěřitelnými příběhy, za kterými se skrývá ostrá satira na poměry v carském Rusku. Jde o novely Podzimní nuda (Осенняя скука), Poetické putování po světě (Поэтическое путешествие по белу-свету), Vědecká výprava na Medvědí ostrov (Учёное путешествие на Медвежий остров) a Sentimentální cesta na horu Etnu (Сентиментальное путешествие на гору Этну). Hrdina se v nich dostane do Cařihradu, kde zaviní požár desetitisíců domů, na Medvědím ostrově v Arktickém oceánu najde hieroglyfy z doby před potopou světa a kráterem Etny se propadne do vnitřní Země, kde žijí lidé tak jako v Rusku, ale všechno je zde obráceně.
- Antar (1833, Антар), orientální fantastická povídka.
- Petrohradská slečna (1833, Петербургская барышня), povídka.
- Život ženský (1834, Вся женская жизнь в нескольких часах), příběh o lásce a zradě.
- Láska a smrt (1834, Любовь и смерть), milostný příběh.
- Předsudek (1834, Предубеждение), novela o tajemné princezně.
- Zápisky domácího skřítka (1835, Записки домового), fantastická povídka.
- Dokonalá krása aneb Nádherná panna (1844, Идеальная красавица, или Дева чудная), román.
- Lístky barona Brambuse (1858, Листки барона Брамбеуса), dvoudílný soubor autorových fejetonů.

## Česká vydání
- Povídky a obrázky O. J. Senkovského, Ignác Leopold Kober, Praha po roce 1834, přeložil František Ladislav Čelakovský, obsahuje povídky Láska a smrt, Život ženský, Antar a Zloděj.
- Předsudek, Václav Špinka, Praha 1837, přeložil Jan Slavomír Tomíček, znovu Ignác Leopold Kober, Praha 1885.
- Vědecká výprava na Medvědí ostrov, novela je obsažena v antologii Magický kristal, Svoboda, Praha 1982.
- Zápisky domácího skřítka, povídka je obsažena v antologii S čerty nejsou žerty, Lidové nakladatelství, Praha 1983.
- Fantastická putování barona Brambeuse, Odeon, Praha 1985, přeložila Tamara Sýkorová.